# 임주완 (성우)
임주완(1993년 4월 17일 ~ )은 대한민국의 성우로, 2017년 한국방송 성우극회 공채 42기로 입사했다. 

## 주요 출연작품

### TV 애니메이션
- 디지몬 고스트 게임(재능TV) - 무사몬, 오보로몬(적), 안티라몬
- 명탐정 코난 (투니버스) - 오영수
- 스쿠비 두, 게스 후? (부메랑채널)
- 톰과 제리 (카툰 네트워크)

### 라디오

#### KBS
소설극장 (KBS 3라디오)
- 2017.01.19 ~ 2017.03.12 기욤 뮈소 作 <내일> (데이비드, 로뮈알드 부, 보간)
- 2017.03.13 ~ 2017.05.09 기욤 뮈소 作 <구해줘> (브루스 부커)
- 2017.05.10 ~ 2017.06.11 김호연 作 <연적> (편집부 직원)
- 2017.06.12 ~ 2017.09.01 노희경 作 <거짓말> (약사)

KBS 무대 (KBS 한민족방송)
- 2017.03.04 <사약 받는 날> (10대 선비2)
- 2017.03.11 <카페W> (댓글4)
- 2017.03.25 <아름다운 동행> (어르신1)
- 2017.04.22 <화성행 편도 티켓> (창룡)
- 2017.04.29 <붉은 잠옷의 비밀> (이대리)
- 2017.05.13 <달려라, 아빠> (경찰1)
- 2017.06.10 <앓던 이 빠지던 날> (손님)
- 2017.07.08 <개 짖는 소리> (남자)
- 2017.07.15 <살림의 명수> (댓글)
- 2017.07.22 <도둑과 천사> (의사)
- 2017.10.14 <갑을 콤플렉스> (남자 상인)

라디오 극장 (KBS 한민족방송)
- 2017.02.01 ~ 2017.02.28 정규웅 作 <붉은 꽃, 나혜석>
- 2017.03.01 ~ 2017.03.31 정길연 作 <달리는 남자 걷는 여자> (김실장, 대리기사)
- 2017.04.01 ~ 2017.04.30 조두진 作 <결혼면허> (양종모, 종업원)
- 2017.05.01 ~ 2017.05.31 황현정 作 <달빛 연인> (아오바이)
- 2017.06.01 ~ 2017.06.30 구상희 作 <마녀식당으로 오세요> (기자, 학생4)
- 2017.07.01 ~ 2017.07.31 박연선 作 <여름, 어디선가 시체가> (정한호)
- 2017.08.01 ~ 2017.08.31 심재천 作 <나의 토익 만점 수기> (독일인, 직원)
- 2017.09.01 ~ 2017.09.30 유영민 作 <헬로 바바리맨> (동팔이)
- 2017.10.01 ~ 2017.10.31 강태식 作 <굿바이 동물원> (자살소동남, 남과장)

라디오 문학관 (KBS 한민족방송)
- 2017.04.09 <코 없는 남자이야기> (택배원)
- 2017.04.16 <결혼자격시험> (남자)
- 2017.05.28 <우연한 생> (주인)
- 2017.07.02 <우산도 빌려주나요> (애인)
- 2017.07.23 <구석의 노인> (상인)
- 2017.07.30 <피 그리고 복수> (형사2)
- 2017.08.06 <화성의 물고기를 낚는 경쾌한 낚시법> (버스기사)
- 2017.08.13 <철거 후> (오기사)
- 2017.09.03 <피코> (피코2)
- 2017.10.15 <서랍 속의 집> (남자)
- 2017.10.29 <어른의 맛> (남자)

바람따라 구름따라 (KBS 한민족방송)
- (연기)

와이파이 초한지 (KBS 1라디오)
- (연기)

다큐멘터리 역사를 찾아서 (KBS 한민족방송)
- (연기)

### 기타
- 2017.02.22 더빙의 신 - 더빙스타 소환 프로젝트 <더빙의 신 2017 뜸들이기 프로젝트 《포스 9：41기 이진무 + 칸텔레》>
- 2017.07.20 더빙의 신 - 더빙스타 소환 프로젝프 <라디오 드라마와 성우 최덕희 최덕희 2부>

## TV
- 추적 60분

## 같이 보기
- 한국방송 성우극회